# Walaixma
La dinastia Walaixma fou una nissaga que va governar el soldanat d'Ifat i després el d'Adal des de vers el 1285 fins al 1526 quan fou enderrocada per Ahmad ben Ibrahim al-Ghazi, cap d'un partit de l'estat oposat a la política pacifista.
El nom sembla que derivava del títol (walasma) que tenia el primer governant, que va prendre el poder a l'estat musulmà de Djabarta al Sultanat de Shoa, que segons la tradició havia estat fundat el 896 i era governat per la dinastia makhzúmida. Umar ben Dunya-huz fou el conqueridor però altres fonts pensen que va morir el 1275 i fou el seu fill Ali ben Umar el que va fer la conquesta.
El 1543 al-Ghazi va morir en combat contra etíops i portuguesos i el 1559 el general etíop Hamalmal entrava a Harar.

## Nota
1. ↑  Segons l'historiador àrab Ibn Said